# Jerzy Matuszkiewicz
Jerzy Matuszkiewicz (Jaslo, 10 de abril de 1928-Varsovia, 31 de julio de 2021) fue un músico de jazz polaco y compositor. Fue pionero del movimiento de jazz polaco posterior a la Segunda Guerra Mundial. 

## Carrera musical
Entre 1950-1958 fue el líder del conocido grupo de jazz Melomani. A lo largo de 1964 dio conciertos tanto dentro como fuera de Polonia. En 1965 comenzó a producir música principalme para películas y publicitarios. Actualmente vive en Varsovia con su esposa Grażyna.

## Galería

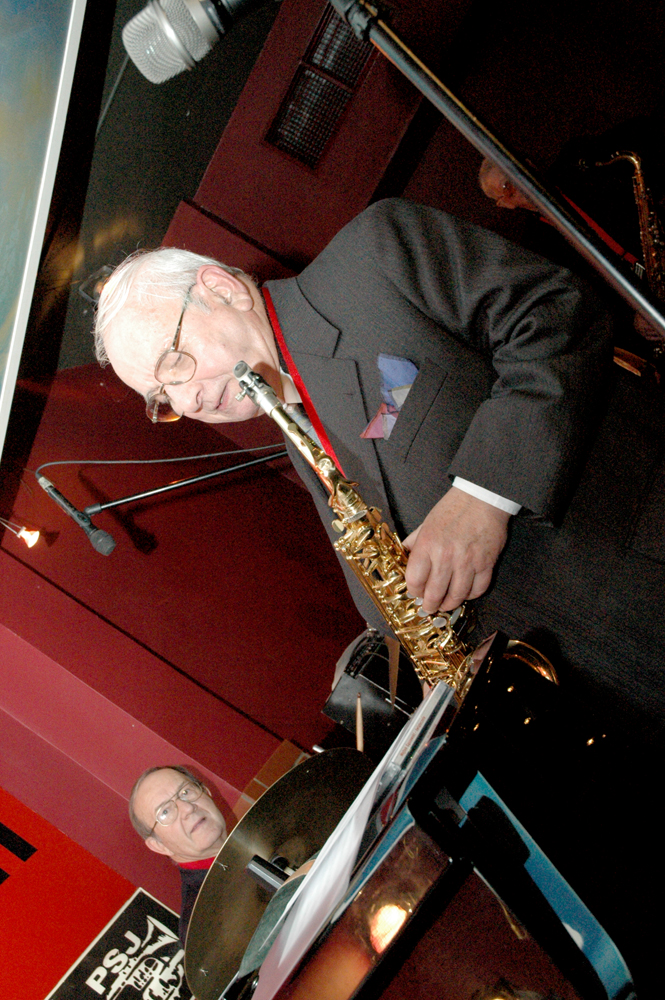
Actuando en el club de jazz Tygmont en diciembre de 2006